# Sandra Elkasević

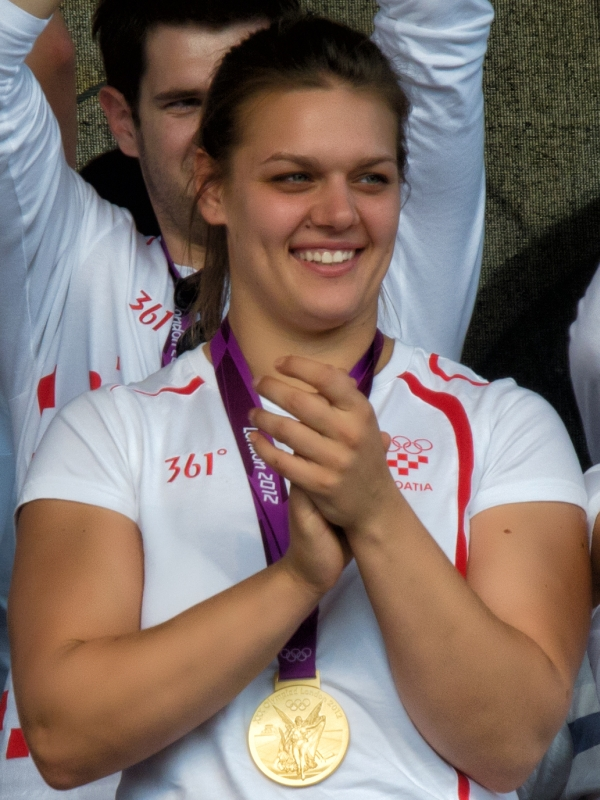
Sandra Perković met haar in 2012 veroverde olympisch medaille.

Sandra Elkasević (Zagreb, 21 juni 1990), voor 2024 Sandra Perković, is een Kroatische discuswerpster. Ze werd tweemaal olympisch, tweemaal wereld- en zevenmaal Europees kampioene in deze discipline.

## Biografie

### Jeugd en begin atletiekloopbaan
Perković begon met atletiek in de tweede klas van de lagere school, maar speelde daarnaast ook basketbal en volleybal. Pas vanaf de zesde klas gaf zij aan atletiek de voorkeur en concentreerde zij zich op kogelstoten en discuswerpen. In 2001 meldde zij zich aan bij atletiekvereniging Dinamo-Zrinjevac, waar zij in 2004 in handen kwam van haar trainer tot 2013, oud-kogelstoter Ivan Ivančić. Die ontdekte haar bijzondere aanleg voor het discuswerpen. In het eerste jaar onder zijn regime verbeterde zij zich van 32 naar 50 meter, precies wat Ivančić van tevoren had ingeschat.

### Europees jeugdkampioene
In 2006 nam Sandra Perković voor het eerst deel aan de wereldkampioenschappen voor junioren, maar wist daar nog niet door te dringen tot de finale. Een jaar later ging dat al heel wat beter, want zowel bij de wereldkampioenschappen voor B-junioren als bij de Europese kampioenschappen voor junioren in Hengelo veroverde zij de zilveren medaille. Toen ze vervolgens in 2008 bij de wereldkampioenschappen voor junioren in Bydgoszcz het brons wist te bemachtigen en zij aan het eind van dat jaar met 55,89 m op de vijfde plaats stond van de wereldranglijst voor junioren, was haar naam definitief gevestigd.
In 2009 trok Perković de ingezette opwaartse lijn van de voorbije jaren door en boekte haar eerste grote succes door goud te winnen bij de Europese jeugdkampioenschappen. Met een beste poging van 62,44 versloeg ze de Duitse Julia Schäfer (zilver; 55,11) en de Portugese Irina Rodrigues (brons; 53,14). Deze overwinning was des te opmerkelijker, omdat zij eerder dat jaar te maken had gehad met forse tegenslag. Een door de doktoren niet geconstateerde blindedarmontsteking veroorzaakte een bijna fatale bloedvergiftiging, nadat de blindedarm was opengebarsten. Twee spoedoperaties en een langdurig herstel volgden. Sandra Perković verloor vijftien kilo aan lichaamsgewicht en de algemene verwachting was, dat zij niet voor het eind van het jaar zodanig zou zijn hersteld, dat zij weer volledige trainingen aan zou kunnen.

### Jongste Europese seniorkampioene ooit
Na haar succes op de Europese jeugdkampioenschappen nam Perković evenwel in datzelfde jaar opvallend genoeg ook nog deel aan haar eerste grote toernooi bij de senioren, de wereldkampioenschappen in Berlijn, waar zij als negende eindigde. Een jaar later was zij echter bij de Europese kampioenschappen in Barcelona de sterkste; met een worp van 64,67 haalde zij de overwinning naar zich toe. Ze werd daarmee de jongste Europees kampioene ooit in het discuswerpen. In datzelfde jaar won ze de European Athlete of the Year Trophy in de categorie aankomend talent.
In 2011 was Perković amper actief, wegens een rugblessure en een dopingschorsing van zes maanden. In juni 2011 was ze namelijk positief getest op het verboden middel Methylhexanamin, dat sinds 2010 op de dopinglijst van de WADA staat. Door deze schorsing kon ze niet deelnemen aan de WK van 2011 in Daegu.

### Europees en olympisch kampioene
Sandra Perković kwam in 2012 evenwel sterker terug dan ooit. Eerst verlengde zij bij de EK in Helsinki haar titel bij het discuswerpen. Vervolgens behaalde zij op de Olympische Spelen in Londen de grootste triomf van haar atletiekcarrière door met een worp van 69,11 het olympische goud te veroveren. Haar olympische prestatie betekende tevens niet alleen een persoonlijk, maar ook een nationaal record.
In 2013 brak ze met coach Ivan Ivančić en ging ze verder met haar vriend en voormalig kogelstoter Edis Elkasević. Op de Olympische Spelen van 2016 in Rio de Janeiro prolongeerde ze haar olympische titel bij het discuswerpen. Met een beste poging van 69,21 m bleef ze de Franse Mélina Robert-Michon voor, die het nationaal record verbeterde tot 66,73.

## Persoonlijk
Op 31 december 2023 trouwde Perković met Edis Elkasević. Het stel was in 2013 al bij elkaar toen de voormalige kogelstoter haar coach werd.

## Titels
- Olympisch kampioene discuswerpen - 2012, 2016
- Wereldkampioene discuswerpen - 2013, 2017
- Europees kampioene discuswerpen - 2010, 2012, 2014, 2016, 2018, 2022, 2024
- Europees jeugdkampioene discuswerpen - 2009
- Kampioene discuswerpen Middellandse Zeespelen - 2013

## Persoonlijke records
Outdoor
| Onderdeel    | Prestatie    | Datum            | Plaats     |
| ------------ | ------------ | ---------------- | ---------- |
| kogelstoten  | 16,40 m      | 26 februari 2011 | Split      |
| discuswerpen | 71,41 m (NR) | 18 juli 2017     | Bellinzona |

Indoor
| Onderdeel   | Prestatie    | Datum            | Plaats |
| ----------- | ------------ | ---------------- | ------ |
| kogelstoten | 16,99 m (NR) | 19 februari 2011 | Rijeka |

## Palmares

### kogelstoten
- 2007: 6e in kwal. WK junioren-B - 13,19 m
- 2008: 7e in kwal. WJK - 15,03 m

### discuswerpen
Kampioenschappen
- 2006: 10e in kwal. WJK - 44,11 m
- 2007:  WK junioren-B - 51,25 m
- 2007:  EJK - 55,42 m
- 2008:  Europese Wintercup - 47,25 m
- 2008:  WJK - 54,25 m
- 2009:  EJK - 62,44 m
- 2009: 9e WK - 60,77 m
- 2009: 8e Wereldatletiekfinale - 54,87 m
- 2010:  EK - 64,67 m
- 2010:  IAAF/VTB Bank Continental Cup - 63,29 m
- 2012:  Europese Wintercup - 67,19 m
- 2012:  EK - 67,62 m
- 2012:  OS - 69,11 m
- 2013:  Middellandse Zeespelen - 66,21 m
- 2013:  WK - 67,99 m
- 2014:  EK - 71,08 m (NR)
- 2015:  WK - 67,39 m
- 2016:  EK - 69,97 m
- 2016:  OS - 69,21 m
- 2017:  WK - 70,31 m
- 2018:  EK - 67,62 m
- 2022:  WK - 68,45 m
- 2022:  EK - 67,95 m
- 2024:  EK - 67,04 m

Diamond League-overwinningen
- 2010: Adidas Grand Prix – 61,96 m
- 2010: Memorial Van Damme – 66,93 m
- 2011: Shanghai Golden Grand Prix – 65,58 m
- 2011: Golden Gala - 65,56 m
- 2012: Shanghai Golden Grand Prix – 68,24 m
- 2012: Prefontaine Classic – 66,92 m
- 2012: Bislett Games – 64,89 m
- 2012: Herculis – 65,29 m
- 2012: DN Galan – 68,77 m
- 2012: Weltklasse Zürich - 63,97 m
- 2012:  Diamond League - 30 p
- 2013: Qatar Athletic Super Grand Prix – 68,23 m
- 2013: Adidas Grand Prix – 68,48 m
- 2013: Golden Gala – 68,25 m
- 2013: Sainsbury’s Grand Prix – 64,32 m
- 2013: Athletissima – 68,96 m
- 2013: Herculis – 65,30 m
- 2013: Memorial Van Damme – 67,04 m
- 2013:  Diamond League - 32 p
- 2014: Shanghai Golden Grand Prix - 70,52 m
- 2014: Prefontaine Classic - 69,32 m
- 2014: Bislett Games – 67,17 m
- 2014: Meeting Areva – 68,48 m
- 2014: DN Galan - 66,74 m
- 2014: Weltklasse Zürich - 68,36 m
- 2014:  Diamond League - 30 p
- 2015: Qatar Athletic Super Grand Prix – 68,10 m
- 2015: Golden Gala – 67,92 m
- 2015: Aviva Birmingham Grand Prix – 69,23 m
- 2015: Adidas Grand Prix – 68,44 m
- 2015: Herculis – 66,80 m
- 2015: Memorial Van Damme – 67,50 m
- 2015:  Diamond League - 30 p
- 2016: Shanghai Golden Grand Prix - 70,88 m
- 2016: Prefontaine Classic - 68,57 m
- 2016: Bislett Games – 67,10 m
- 2016: DN Galan - 68,32 m
- 2016: London Grand Prix - 69,94 m
- 2016: Meeting Areva – 67,62 m
- 2016: Weltklasse Zürich - 68,44 m
- 2016:  Diamond League - 80 p

## Onderscheidingen
- Europees talent van het jaar - 2010

1928: Halina Konopacka ·
1932: Lillian Copeland ·
1936: Gisela Mauermayer ·
1948: Micheline Ostermeyer ·
1952: Nina Romasjkova ·
1956: Olga Fikotová ·
1960: Nina Romasjkova ·
1964: Tamara Press ·
1968: Lia Manoliu ·
1972: Faina Melnik ·
1976: Evelin Schlaak ·
1980: Evelin Jahl ·
1984: Ria Stalman ·
1988: Martina Hellmann ·
1992: Maritza Martén ·
1996: Ilke Wyludda ·
2000: Ellina Zvereva ·
2004: Natalja Sadova ·
2008: Stephanie Brown-Trafton ·
2012: Sandra Perković ·
2016: Sandra Perković ·
2020: Valarie Allman ·
2024: Valarie Allman
1983 Martina Hellmann ·
1987 Martina Hellmann ·
1991 Tsvetanka Khristova ·
1993 Olga Tsjernjavskaja ·
1995 Ellina Zvereva ·
1997 Beatrice Faumuina ·
1999 Franka Dietzsch ·
2001 Ellina Zvereva ·
2003 Iryna Jatsjanka ·
2005 Franka Dietzsch ·
2007 Franka Dietzsch ·
2009 Dani Samuels ·
2011 Li Yanfeng ·
2013 Sandra Perković ·
2015 Denia Caballero ·
2017 Sandra Perković ·
2019 Yaimé Pérez ·
2022 Feng Bin ·
2023 Laulauga Tausaga